# The Barbarian (wrestler)
Sione Havea Vailahi, noto con il ring name The Barbarian (Nukuʻalofa, 6 settembre 1958), è un wrestler tongano.
Maggiormente conosciuto per la sua permanenza nella Jim Crockett Promotions e nella World Wrestling Federation negli anni ottanta e novanta come membro del tag team The Powers of Pain insieme a The Warlord.

## Biografia
Nato e cresciuto a Tonga, Sione fu uno dei cinque adolescenti inviati in Giappone dal Re di Tonga per studiare l'arte del sumo nella metà degli anni settanta. Anche Tonga Fifita faceva parte dello stesso gruppo. Nell'ambiente del sumo, Sione era conosciuto con il nome Sachinoshima.

## Carriera nel wrestling

### Jim Crockett Promotions
Dopo essere emigrato negli Stati Uniti, Sione decise di dedicarsi al wrestling e si allenò sotto la guida dell'esperto veterano Rolland "Red" Bastien. Nel 1980, fece il suo debutto, lottando contro Killer Karl Krupp a Modesto (California). All'epoca combatté con il ring name King Konga in svariate federazioni locali facenti parte della rete NWA. Presto si trasferì nella Jim Crockett Promotions, dove iniziò a lottare in coppia insieme a Ron Garvin come tag team face.
Però, scorgendo in lui un grosso potenziale come personaggio "heel", Jim Crockett Jr. gli cambiò nome in Konga the Barbarian. Egli debuttò inizialmente come terzo membro dei Road Warriors, per poi passare nella stable guidata da Paul Jones. Dal 1985 al 1987, Sione lottò come membro della "Paul Jones' Army" in coppia con Pez Whatley, Teijho Khan, ed anche Baron Von Raschke. Fu proprio in questo periodo che "Konga" venne eliminato dal suo nome di battaglia diventando semplicemente The Barbarian.
Alla fine del 1987, formò un tag team con Ivan Koloff, che era anche il suo "coach". All'inizio del 1988, si unì a The Warlord nel nuovo tag team denominato The Powers of Pain. La coppia ebbe un violento feud con i Road Warriors, Animal & Hawk. I due infortunarono (kayfabe) Animal ad un occhio, e poco tempo dopo vinsero il titolo NWA World Six-Man Tag Team, insieme a Ivan, sconfiggendo proprio i Road Warriors & Dusty Rhodes. Nel 1987, Barbarian apparve nel film Body Slam, come "Axe the Cannibal".
Nell'aprile 1988, Jim Crockett Jr. decise di utilizzare i Powers of Pain e i Road Warriors in una serie di rischiosi Scaffold Match, che nessun membro delle due coppie voleva poiché ritenevano che data la loro mole, non sarebbe stato possibile mantenere gli standard di sicurezza necessari. Ciò valeva particolarmente per i Powers of Pain, che avrebbero dovuto perdere gli incontri secondo copione. Barbarian & Warlord lasciarono quindi la federazione per approdare nella World Wrestling Federation. Per motivare la loro uscita dalla NWA, gli annunciatori spiegarono che i Road Warriors li avevano fatti scappare via dalla paura, anche se erano ancora i campioni Six-Man Tag Team in carica.

### World Wrestling Federation (1988-1991)
Giunti in WWF, i Powers of Pain divennero presto uno dei tag team maggiori della federazione, lottando inizialmente come coppia face, con manager Tito Santana, e scontrandosi con i campioni WWF World Tag Team Demolition (Ax & Smash), che avevano sconfitto gli Strike Force (Santana & Rick Martel) per i titoli e poi infortunato Martel (kayfabe). I Powers of Pain furono presentati come dei mercenari assoldati per aiutare Martel e Santana a vendicarsi dei Demolition. In seguito, ebbero come manager The Baron, che però lasciarono presto in favore di Mr. Fuji, trasformandosi in coppia heel.
Dopo una lunga rivalità con i Demolition (a loro volta ora diventati dei face), durante la quale non riuscirono mai ad aggiudicarsi le cinture di campioni di coppia, i Powers of Pain scesero di livello nelle gerarchie della federazione avendo dei feud con tag team meno importanti come The Bushwhackers e The Rockers. All'inizio del 1990, la coppia si sciolse e Barbarian entrò nella scuderia di Bobby Heenan. Cambiò inoltre del tutto la propria immagine, abbandonando il look alla Road Warrior con pittura facciale e cresta facendosi crescere i capelli lunghi, e vestendo come un barbaro dei tempi antichi, con tanto di copricapo in pelle di daino con corna incluse. Lottò per breve tempo come wrestler singolo scontrandosi con Tito Santana a WrestleMania VI e Big Boss Man alla Royal Rumble 1991. Poco dopo, tornò a lottare nella divisione tag team insieme a Haku fino a quando non lasciò la WWF.

### World Championship Wrestling
Nel 1992 firmò un contratto con la WCW, dando vita ad una stable heel con Tony Atlas e Cactus Jack. Atlas lasciò quasi subito la compagnia, e il gruppo reclutò per breve tempo Jake Roberts. La stable si scontrò con Ron Simmons, che Barbarian sfidò senza successo durante il ppv Halloween Havoc 1992. Altri loro avversari dell'epoca furono Sting, Barry Windham, Dustin Rhodes, e Nikita Koloff. Barbarian riuscì a vincere il WCW United States Tag Team Championship insieme a Dick Slater, ma le cinture furono ufficialmente ritirate solo un mese dopo.

### World Wrestling Federation (1994-1995)
Alla metà del 1994, ritornò in WWF, dove lottò con il ring name Sione, come metà del tag team dei nuovi The Headshrinkers insieme a Fatu, prima di lasciare la federazione a metà 1995.

### World Championship Wrestling (1995-2001)
Alla fine del 1995, Vailahi ritornò in WCW, indossando una maschera e facendo coppia con l'ex compagno nei Powers of Pain, The Warlord. Il duo si chiamò Super Assassins, e aveva come manager Col. Robert Parker, ma durò molto poco. Successivamente, si riunì con Haku (ora Meng) nei Faces of Fear. I due erano membri della stable Dungeon of Doom di Kevin Sullivan, ma non riscossero particolare successo.
Dopo un breve feud con Meng, Jimmy Hart formò una nuova stable heel chiamata The First Family e reclutò Barbarian in essa. Gli altri membri erano Hugh Morrus, Brian Knobbs, e Jerry Flynn. La stable si dissolse dopo soli due mesi. Nell'aprile 2000 Barbarian terminò il suo contratto con la WCW e non lo rinnovò a causa di dissidi economici con il nuovo vice presidente WCW Bill Busch. Barbarian venne ri-assunto a fine 2000 e formò una stable con Meng che sopravvisse fino all'uscita dello stesso Meng dalla federazione nel gennaio 2001. In seguito Barbarian vinse il titolo Hardcore e rimase campione fino a quando la WCW venne acquistata dalla WWF, cessando di fatto di esistere. Barbarian non difese mai la cintura durante un programma WCW.

### Circuito indipendente (2001-presente)
Nel marzo 2004, Barbarian ha vinto il titolo NWA Virginia Heavyweight Championship, e ha avuto un feud con David Flair per il titolo, finché gli venne impedito di combattere a causa di una irregolarità nel rinnovo della licenza di lottatore in Virginia.
Nel 2005, Barbarian nuovamente in coppia con Warlord nella Gladiator Championship Wrestling, ha rinnovato il suo storico feud con Road Warrior Animal.
Nel 2007, durante l'Annual Championship Wrestling/IRW Fun Fest Slam di Kingsport (Tennessee), Barbarian lottò contro "Big" Steve Fury, il campione CW Heavyweight, davanti ad una folla di 1,100 persone. Fece anche un'apparizione nella IWA Mid South, nel corso dell'evento April Bloodshowers 2007, scontrandosi con Jimmy Jacobs.
Nel 2008, Barbarian ha lottato in coppia con Demolition Ax (Bill Eadie), con manager Ted DiBiase, a Seagrove NC, sconfiggendo Cowboy Willie Watts & Leroy Greene.
Nel 2009, Barbarian lottò in coppia con Iron Chief nel corso del torneo di Ivan Koloff nella Allied Independent Wrestling Federation (AIWF).
Nell'agosto 2012, la Chikara annunciò che Barbarian avrebbe debuttato nella federazione in occasione dell'evento 2012 King of Trios Tournament, dove si sarebbe riunito con The Warlord e Meng nei The Faces of Pain. Il 14 settembre il team venne eliminato dal torneo al primo turno per mano del Team ROH (Mike Bennett, Matt Jackson & Nick Jackson). Due giorni dopo, l'ultimo giorno del torneo, The Barbarian e The Warlord presero parte a un Tag Team Gauntlet Match, nel quale eliminarono i vecchi rivali in WWF, Demolition, prima di essere eliminati a loro volta da 1-2-3 Kid & Marty Jannetty.

## Vita privata
Sione ha avuto sette figli con sua moglie, Seini Tonga.
È lo zio del wrestler Lei'D Tapa che vinse il TNA Gut Check e lottò nella TNA.
Quando non combatte sul ring, Sione dirige una piccola impresa di costruzioni nella sua città di residenza Charlotte (Carolina del Nord).

## Personaggio

### Mosse finali
- Diving headbutt[8]
- Kick of Fear (Running big boot)

### Manager
- Ivan Koloff
- Paul Jones
- Tito Santana
- Baron von Raschke
- Mr. Fuji[3]
- Bobby Heenan[3]
- Lou Albano
- Afa Anoa'i
- Cactus Jack[4]
- Col. Rob Parker
- Jimmy Hart[9]
- Missy Hyatt
- Bill Dundee
- "Mr. Terrific"

## Titoli e riconoscimenti
- Bruiser Wrestling Federation
  - BWF Heavyweight Championship (1)
- Exodus Wrestling Alliance
  - EWA Heavyweight Championship (1)
- iGeneration Wrestling
  - iGeneration Heavyweight Championship (1)
- International Association of Wrestling
  - IAW Heavyweight Championship (1)
- Mainstream Wrestling Organization
  - MWO Heavyweight Championship (1)
- Mid-Atlantic Championship Wrestling
  - NWA World Six-Man Tag Team Championship (1) - con Ivan Koloff & The Warlord
- New England Pro Wrestling Hall of Fame
  - Classe del 2013[10]
- NWA Virginia
  - NWA Virginia Heavyweight Championship (1)
- New Age Championship Wrestling
  - NACW Heavyweight Championship (1)
- Pro Wrestling Illustrated
  - 97º nella lista dei 100 migliori tag team durante i "PWI Years" insieme a The Warlord nel 2003.
  - 202º tra i 500 migliori wrestler singoli nella "PWI Years" (2003)
- World Championship Wrestling
  - WCW United States Tag Team Championship (1) - con Dick Slater
- World League Wrestling
  - WLW Heavyweight Championship (1)
- World Wide Wrestling Alliance
  - WWWA Tag Team Championship (1) - con The Warlord[11]

- World Wrestling Council
  - WWC Puerto Rico Heavyweight Championship (1)
- Altri titoli
  - Real Wrestling Heavyweight Championship (1)
  - UCW Heavyweight Championship (1)
- Wrestling Observer Newsletter awards
  - Worst Tag Team (1989) con The Warlord
  - Worst Worked Match of the Year (1996) con Ric Flair, Arn Anderson, Meng, Lex Luger, Kevin Sullivan, Z-Gangsta and The Ultimate Solution vs. Hulk Hogan e Randy Savage, WCW Uncensored, Towers of Doom Match, Tupelo (Mississippi), 24 marzo